# Halfpipe
'Halfpipe' kan också avse en skateboardramp

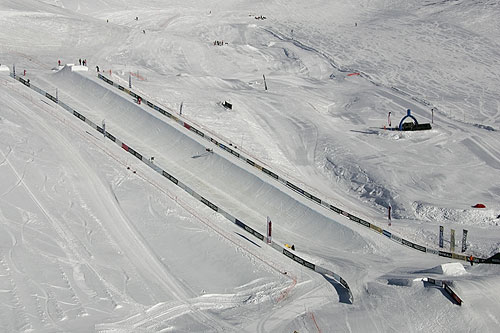
En halfpipe i Leysin i Schweiz

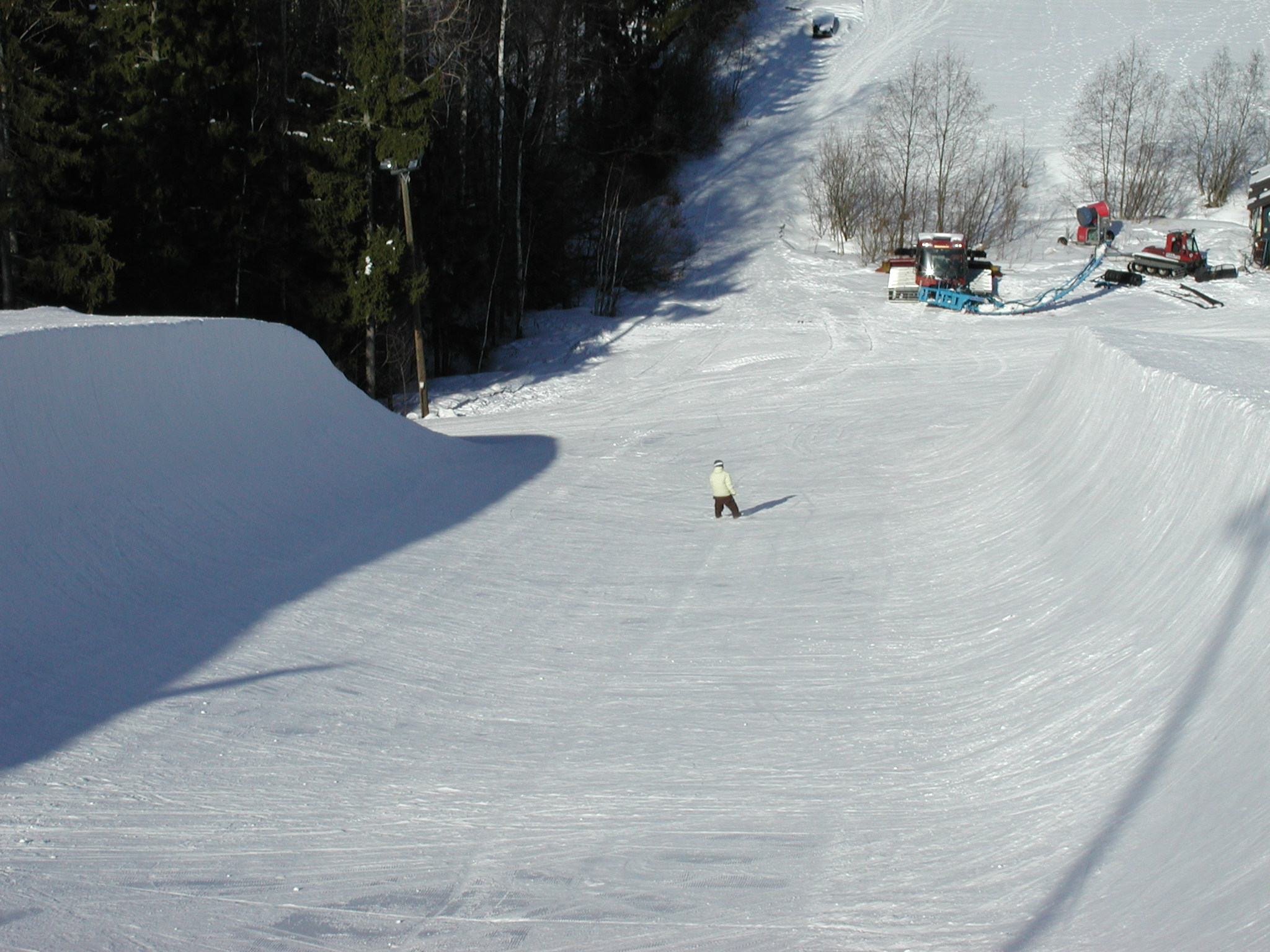
Snöbrädsåkare i halfpipe i Talma i Sibbo. I bakgrunden en pistmaskin med fräsverktyg för att forma halfpipen.

Halfpipe (engelska: half-pipe 'halvt rör') är en snowboardgren och namnet på den bana som används. Banans namn kommer av att den till formen påminner om ett rör sågat itu på längden. I halfpipen åker man fram och tillbaka mellan sidovallarna på banan, halfpipen, och gör trick vid vallarna. Tricken består vanligtvis av hopp upp i luften ovanför sidovallens kant kombinerat med rotationer, volter och olika handgrepp på brädan innan man igen landar vid samma sidovall man hoppat upp från. Tricken kan också bestå av att man står på en hand på sidovallen kombinerat med rotation och handgrepp.
Vid tävlingar bedöms resultatet av flera, vanligen fyra, domare.

## Annan betydelse
Halfpipe kan också beteckna en ramp, vanligtvis av trä, som används vid skateboardåkning, BMX eller åkning med rullskridskor.

## Källhänvisningar
1. ↑  "snowboard". NE.se. Läst 4 december 2014.